# Poplava
Poplava (povodanj) je pojava neuobičajeno velike količine vode na određenom mjestu zbog djelovanja prirodnih sila (velika količina oborina) ili drugih uzroka kao što su propuštanje brana, ratna razaranja i sl. 
Prema uzrocima nastanka poplave se mogu podijeliti na: 
- poplave nastale zbog jakih oborina,
- poplave nastale zbog nagomilavanja leda u vodotocima,
- poplave nastale zbog klizanja tla ili potresa,
- poplave nastale zbog rušenja brane ili ratnih razaranja.

S obzirom na vrijeme formiranja vodnog vala poplave se mogu razvrstati na:
- mirne poplave – poplave na velikim rijekama kod kojih je potrebno deset i više sati za formiranje velikog vodnog vala,
- bujične poplave – poplave na brdskim vodotocima kod kojih se formira veliki vodni val za manje od deset sati,
- akcidentne poplave – poplave kod kojih se trenutno formira veliki vodni val rušenjem vodoprivrednih ili hidroenergetskih objekata

Nositelj obrane od poplave u Republici Hrvatskoj je Državna uprava za vode, a pravna osoba za upravljanje svim vodama na području države su Hrvatske vode.

## Vanjske poveznice
- Državna uprava za vode  Arhivirana inačica izvorne stranice od 28. rujna 2007. (Wayback Machine)
- Hrvatske vode  Arhivirana inačica izvorne stranice od 8. kolovoza 2007. (Wayback Machine)